# Ikeja Challenger 1988
L'Ikeja Challenger 1988 è stato un torneo di tennis facente parte della categoria ATP Challenger Series nell'ambito dell'ATP Challenger Series 1988. Il torneo si è giocato a Ikeja in Nigeria dal 5 all'11 dicembre 1988 su campi in cemento.

## Vincitori

### Singolare
Jean-Philippe Fleurian ha battuto in finale  Nduka Odizor con il punteggio di 6–3, 7–6

### Doppio
Jean-Philippe Fleurian /  Nduka Odizor hanno battuto in finale  Srinivasan Vasudevan /  Marc Walder con il punteggio di 6–3, 6–7, 6–3